# Stribugliano
Stribugliano è una frazione del comune italiano di Arcidosso, nella provincia di Grosseto, in Toscana.

## Geografia fisica
Stribugliano è situato sul versante occidentale del Monte Amiata, alle pendici del rilievo di monte Buceto, sopra la valle delle Melacce. Si tratta della frazione situata più a ovest del territorio comunale. Il paese è strutturato su due vie con una piccola piazza centrale ed una vecchia parte risalente ai tempi dei feudatari.
Dista circa 18 km dal capoluogo comunale e circa 45 km da Grosseto.

## Storia
Il toponimo è fatto risalire ad una presunta gens Strabilia, che parteciparono alle guerre tra Mario e Silla.
Viene menzionato per la prima volta nell'868, in un documento notarile redatto a Roselle, in cui il conte Winighisi lascia ai figli del deceduto Petrone di Chiusi alcune abitazioni del casale Stabuoloriliano. Nel 1206, in un altro documento notarile, viene menzionato come Stribulliano, risultando proprietà delle monache del monastero di Sant'Ambrogio di Montecellesi. Fu castello degli Aldobrandeschi, e anche alcuni signori di Montorgiali vi possedevano alcune terre intorno al 1250. Nel 1274 divenne possedimento degli Aldobrandeschi ramo di Santa Fiora. Nel 1346 il conte Jacopo di Bonifazio cedette i territori di Stribugliano e Monticello alla Repubblica di Siena.
Nel 1783 venne annesso ad Arcidosso. Intorno al borgo medievale si sono andate a formare dalla fine del XIX secolo nuove e moderne abitazioni.

## Monumenti e luoghi d'interesse

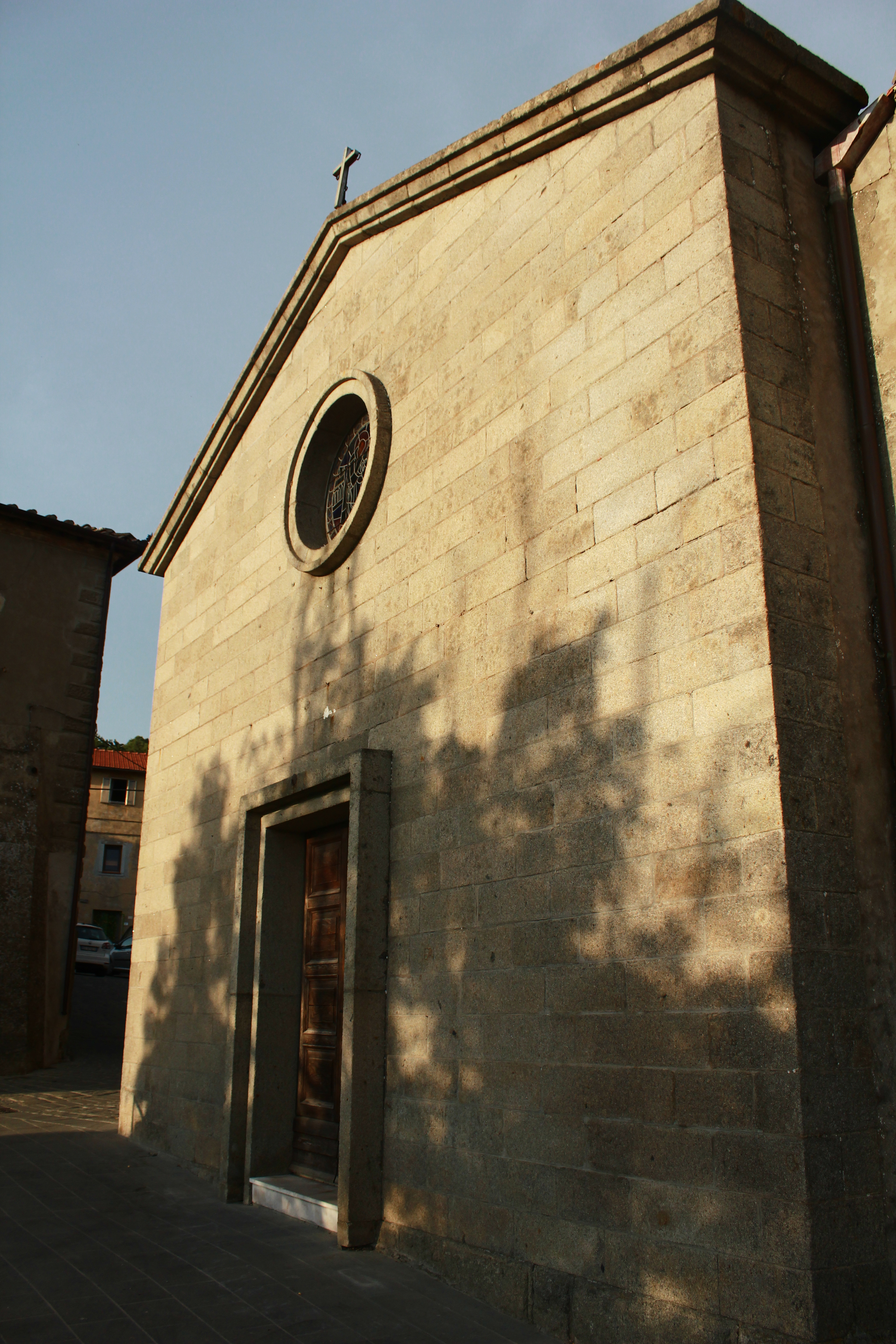
La chiesa di San Giovanni Battista

### Architetture religiose
- Chiesa di San Giovanni Battista, situata nella piazza principale, risale al XIV secolo, anche se l'aspetto attuale risulta snaturato da alcune sostanziose ristrutturazioni avvenute nel 1972.[3]

- Pieve di San Giovanni in Ballatoio, antica chiesa menzionata in una bolla papale di Clemente III del 1188, è identificabile oggi con il podere La Pieve, situato lungo la strada che da Stribugliano scende a Vallerona. Nel 2012 viene scoperta, dopo una campagna di scavi dell'Università di Firenze, la presenza in loco di un cimitero medievale.[4]
- Restauro della Croce dei Padri Passionisti, in ricordo della missione di evangelizzazione del 1894. La croce è la prima delle tre esistenti sul territorio di Stribugliano, tutte risalenti alla seconda metà del XIX secolo e in previsione di ulteriore recupero. Progetto di Loriano Moscatelli, appassionato di storia locale. Il progetto è stato cofinanziato dal Comune di Arcidosso e dall'Associazione La Faggia a presidenza Vanessa Guidarini.  La croce è posta al Sassarone con cascatella, piccolo ponte di legno e area dei vecchi pozzi lavatoi. Il restauro della croce è opera di Fabio Guidarini e Alfredo Fiorini mentre il recupero architettonico delle aree circostanti è opera dell’Unione dei Comuni e dei volontari dell’Associazione La Faggia.

### Architetture civili
- Palazzo e fattoria La Greca, situati nella piazza principale, erano dei proprietà dei Marchesi La Greca. Sulla facciata sono posti gli stemmi della famiglia.[5]

- Fattoria dell'Abbandonato, situata nella valle delle Trasubbie, è stata identificata come l'antico Trabbandonato, ospedale ricordato nel 1153.[2] Conserva la cappella di San Galgano del XVI secolo.[6]
- Pozzi lavatoi. Riqualificazione dei pozzi lavatoi, progetto finanziato dal Comune di Arcidosso e patrocinato dall'Associazione La Faggia a presidenza Simone Montani. Vasca in peperino donata nel 1948 alla popolazione di Stribugliano dalla nobile famiglia La Greca. L'opera, realizzata da Fabio Guidarini, si trova in Via della fontana.
- Mappa di comunità. Progetto patrocinato dall'Associazione La Faggia a presidenza Martina Bennardini, su iniziativa della Facoltà di Archeologia dell'Università di Firenze e con il contributo del Comune di Arcidosso. Opera di Michele Guidarini e di tutta la popolazione di Stribugliano. La mappa di comunità e la pensilina si trovano nella piazza di Stribugliano.

### Altro
- Monumento ai caduti, piccolo monumento ai caduti delle due guerre, è posto fuori dal centro storico.

- Castel Vaiolo, antico insediamento medievale in cui, grazie a recenti scavi, sono state recuperate le più antiche ceramiche del Monte Amiata.

## Società

### Evoluzione demografica
Quella che segue è l'evoluzione demografica della frazione di Stribugliano. Sono indicati gli abitanti dell'intera frazione e dove è possibile è inserita la cifra riferita al solo capoluogo di frazione. Dal 1991 sono contati da Istat solamente gli abitanti del centro abitato, non della frazione.
| Anno | Abitanti | Abitanti       |
| Anno | Frazione | Centro abitato |
| ---- | -------- | -------------- |
| 1640 | 200      | —              |
| 1745 | 160      | —              |
| 1833 | 348      | —              |
| 1845 | 382      | —              |
| 1921 | 826      | —              |
| 1931 | 762      | —              |
| 1936 | 771      | 334            |
| 1961 | 663      | 386            |
| 1981 | 457      | 340            |
| 1991 | —        | 299            |
| 2001 | —        | 253            |
| 2011 | —        | 212            |

## Sport
Stribugliano è una meta celebre tra gli amanti del parapendio, che attira interessati dalle province di Grosseto e di Siena, ma anche dal Lazio.